# Юсупов, Рашид Юсупович
Раши́д Юсу́пович Юсу́пов (15 мая 1992, Махачкала) — российский боец смешанного стиля, выступает на профессиональном уровне начиная с 2012 года. В любительском ММА чемпион Европы и мира, чемпион России, обладатель Суперкубка России. Среди профессионалов известен по выступлениям в организации M-1 Global, является действующим чемпионом M-1 в полутяжёлой весовой категории. Мастер спорта России международного класса.

## Биография
Рашид Юсупов родился 15 мая 1992 года в городе Махачкала, Республика Дагестан. Серьёзно заниматься спортом начал в возрасте шестнадцати лет по примеру старшего брата. Первым тренером Рашида является заслуженный тренер России по ушу-саньда Туралов Халил Магомедович, работавший в махачкалинском спортивном клубе «Триада». Под руководством Туралова Юсупов достиг первых вершин в единоборствах, стал двукратным чемпионом Дагестана по ушу-саньда, чемпионом Евразии, обладателем Кубка и призёром чемпионата России. Позже присоединился к махачкалинскому бойцовскому клубу «Горец», где проходил подготовку под руководством тренеров Мусаила Алаудинова, Сухраба Магомедова и Шамиля Алибатырова.
Дебютировал в ММА в сентябре 2012 года, приняв участие во впервые проводившемся чемпионате России в Чехове — в итоге в полутяжёлой весовой категории выиграл здесь серебряную медаль, в решающем поединке не сумел пройти представлявшего Московскую область Магомеда Исмаилова. Год спустя стал чемпионом страны в полутяжёлом весе и завоевал Суперкубок России по ММА. Попав в основной состав российской национальной сборной, побывал на чемпионатах Европы и мира, откуда тоже привёз награды золотого достоинства. За эти выдающиеся достижения удостоен почётного звания «Мастер спорта России международного класса».
В 2014 году участвовал в четвёртом сезоне реалити-шоу Mix Fighter на телеканале «Боец», где выступал за команду «чёрных», возглавляемую Кенни Гарнером.
На профессиональном уровне дрался в промоушенах «Легион Файт» и «Оплот», начиная с 2014 года активно выступает в организации M-1 Global — победил здесь таких бойцов как Чарльз Андраде, Митрий Медведев, Мартин Завада. Благодаря череде удачных выступлений в мае 2015 года удостоился права оспорить титул чемпиона M-1 Challenge в полутяжёлом весе, который на тот момент принадлежал россиянину Виктору Немкову. Поединок между двумя бойцами продлился все пять раундов, в итоге судьи единогласным решением отдали победу Юсупову, и, таким образом, он стал новым чемпионом организации.
В феврале 2017 года успешно провёл первую защиту чемпионского титула, встретившись с немецким претендентом Штефаном Пютцем. Бой проходил в стойке, в первых двух раунда Юсупов нанёс сопернику серьёзные повреждения, у Пютца открылись опасные рассечения на лице, в результате чего в третьем раунде после врачебного осмотра его секунданты решили выбросить полотенце.
Начиная с 2018 года выступает в американской организации Professional Fighters League.

## Таблица выступлений
| Боёв 15  | Побед 12 | Поражений 3 |
| -------- | -------- | ----------- |
| Нокаутом | 6        | 1           |
| Сдачей   | 2        | 0           |
| Решением | 4        | 2           |

| Результат | Рекорд | Соперник               | Способ                       | Турнир                                   | Дата            | Раунд | Время | Место                   | Примечание                                     |
| --------- | ------ | ---------------------- | ---------------------------- | ---------------------------------------- | --------------- | ----- | ----- | ----------------------- | ---------------------------------------------- |
| Поражение | 12-3   | Джордан Джонсон        | Единогласное решение         | PFL 9                                    | 31 октября 2019 | 3     | 5:00  | Лас-Вегас, США          |                                                |
| Победа    | 12-2   | Винни Магальяйнс       | Нокаут (удар рукой)          | PFL 9                                    | 31 октября 2019 | 1     | 2:46  | Лас-Вегас, США          |                                                |
| Поражение | 11-2   | Виктор Немков          | Раздельное решение           | PFL 6                                    | 8 августа 2019  | 3     | 5:00  | Атлантик-Сити, США      |                                                |
| Победа    | 11-1   | Михаил Мохнаткин       | Единогласное решение         | PFL 3                                    | 6 июня 2019     | 3     | 5:00  | Юниондейл, США          |                                                |
| Поражение | 10-1   | Раким Кливленд         | TKO (отказ)                  | PFL 2                                    | 21 июня 2018    | 3     | 0:01  | Чикаго, США             |                                                |
| Победа    | 10-0   | Степан Бекавач         | TKO (удары руками)           | GTC 01                                   | 3 ноября 2017   | 1     |       | Люберцы, Россия         |                                                |
| Победа    | 9-0    | Штефан Пютц            | TKO (остановлен секундантом) | M-1 Challenge 74                         | 18 февраля 2017 | 3     | 3:26  | Санкт-Петербург, Россия | Защитил титул чемпиона M-1 в полутяжёлом весе. |
| Победа    | 8-0    | Виктор Немков          | Раздельное решение           | M-1 Challenge 66                         | 27 мая 2016     | 5     | 5:00  | Оренбург, Россия        | Выиграл титул чемпиона M-1 в полутяжёлом весе. |
| Победа    | 7-0    | Мартин Завада          | Единогласное решение         | M-1 Challenge 63                         | 4 декабря 2015  | 3     | 5:00  | Санкт-Петербург, Россия |                                                |
| Победа    | 6-0    | Митрий Медведев        | Нокаут (удар рукой)          | M-1 Challenge 57                         | 2 мая 2015      | 1     | 1:32  | Оренбург, Россия        |                                                |
| Победа    | 5-0    | Антон Назаренко        | Сдача (рычаг локтя)          | M-1 Global: MixFighter Season 4          | 15 июня 2014    | 1     | 2:00  | Минск, Белоруссия       |                                                |
| Победа    | 4-0    | Александр Лаптев       | TKO (удары руками)           | Bitva Gortsev - Battle of Highlanders    | 27 апреля 2014  | 2     | 1:16  | Нальчик, Россия         |                                                |
| Победа    | 3-0    | Чарльз Андраде         | Единогласное решение         | М-1 Challenge 45                         | 28 февраля 2014 | 3     | 5:00  | Санкт-Петербург, Россия |                                                |
| Победа    | 2-0    | Довлетджан Ягшимурадов | Сдача (рычаг локтя)          | Oplot Challenge 35                       | 16 февраля 2013 | 2     | 4:45  | Харьков, Украина        |                                                |
| Победа    | 1-0    | Эмзар Ткешелашвили     | Технический нокаут (удары)   | ECSF: MMA Grand Prix of Eastern Europe 2 | 15 декабря 2012 | 2     | 2:18  | Нахичевань, Азербайджан |                                                |